# Iers kruis (Ieper)

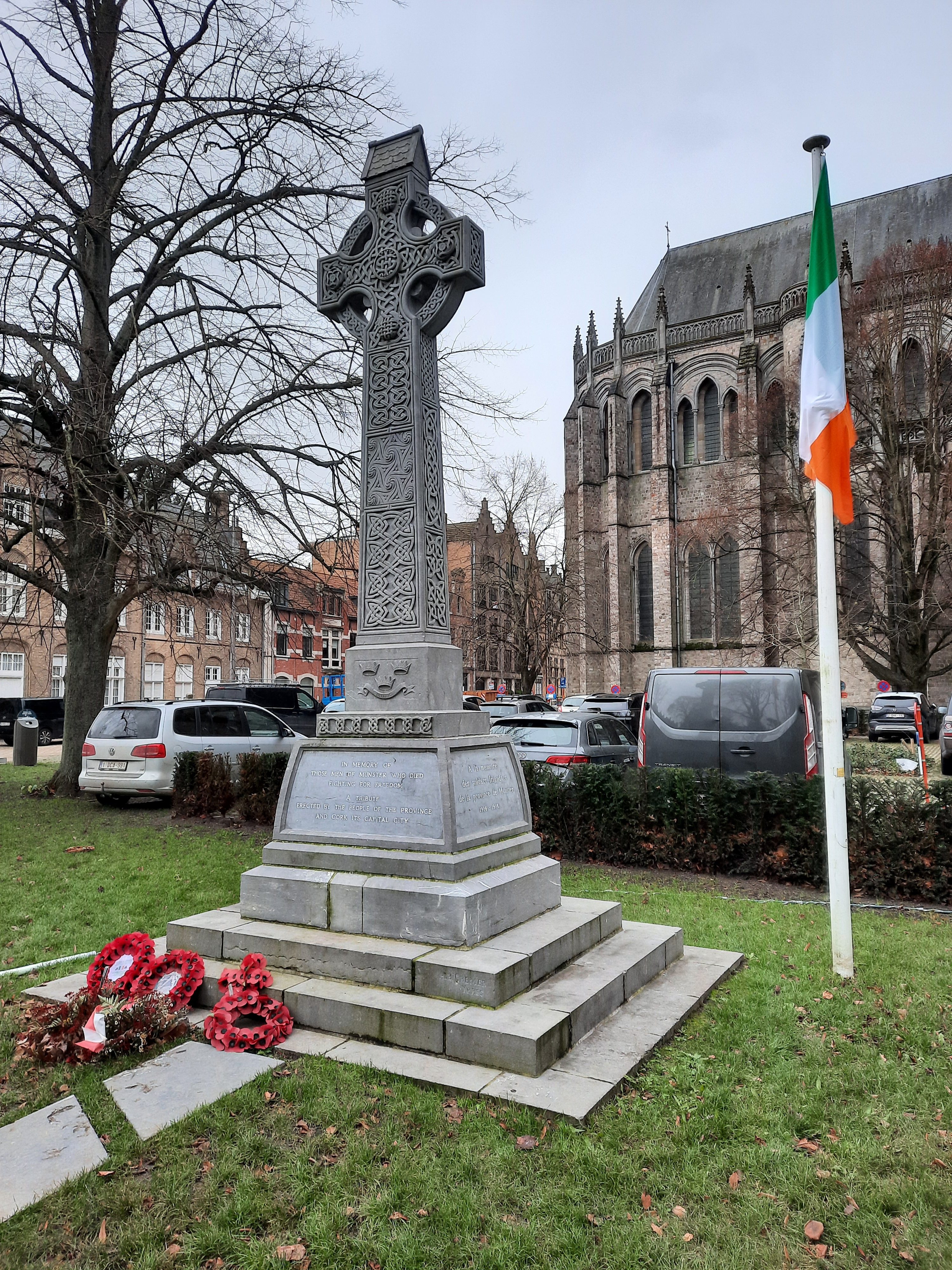
Het Iers Kruis Ieper

Het Iers kruis is een oorlogsmonument in de Belgische stad Ieper. Het kruis werd opgericht in 1924, ter nagedachtenis aan de militairen, afkomstig uit Munster (Ierland), die sneuvelden in de Ieperboog tijdens de Eerste Wereldoorlog. Het kruis staat op een rechthoekige sokkel op een verhoging van vier treden en het bevindt zich achter de Sint-Maartenskathedraal. Makers waren J.A. O'Connell (Cork) en Alb. Cremer (Ieper).
Het monument is een Keltisch kruis met een zadeldakje. Verder is het kruis aan drie kanten bedekt met vlechtwerkmotieven in reliëf. Op de bovenste sokkel is een wapenschild met drie kronen afgebeeld. Het geheel is 5,43 meter hoog; 3,41 meter breed en 2,65 meter diep.
Tijdens herdenkingsplechtigheden vanwege de Derde Slag bij Ieper worden jaarlijks kransen gelegd bij dit kruis.

## Teksten
Op de voorzijde staat in het Engels de tekst: In memory of those men of Munster who died fighting for freedom. A tribute erected by the people of the province and Cork its capital city.
Het Ierse gedeelte (linkerzijde) luidt: I Zcuimne na muimneac a ruz a n-aname sa cozad mór ar son na saoirso cúise muman asus catair corcaize do rózan cros was so.
De Franse tekst (rechterzijde) luidt: A la mémoire des soldats Irlandais de la province de Munster 1914-1918.